# The Cage
The Cage is de eerste pilotaflevering van de de oorspronkelijke serie van Star Trek. De aflevering, die werd geschreven door Gene Roddenberry en geregisseerd door Robert Butler, werd voltooid in januari 1965. De aflevering werd door NBC afgekeurd, waarna het netwerk een nieuwe pilotaflevering bestelde, die Where No Man Has Gone Before werd genoemd.
Veel van de originele scènes van The Cage werden later verwerkt in de tweedelige aflevering The Menagerie (1966) van seizoen 1. The Cage werd in 1986 voor het eerst uitgebracht op VHS, met een speciale inleiding van Gene Roddenberry, als een hybride van de kleurenbeelden uit The Menagerie en de zwart-witbeelden die niet in The Menagerie werden gebruikt. The Cage werd in 1988 voor het eerst in zijn volledige kleurenversie op televisie uitgezonden. De zwart-witversie en de kleurenversie werden ook uitgebracht op LaserDisc, VHS en dvd.

## Achtergrond
The Cage heeft veel kenmerken van de uiteindelijke serie, maar er zijn talloze verschillen. De kapitein van het ruimteschip USS Enterprise is niet James T. Kirk, maar Christopher Pike. Spock is aanwezig, maar niet als eerste officier. Die rol wordt vervuld door een personage dat alleen bekendstaat als Number One, gespeeld door Majel Barrett. Spocks personage verschilt enigszins van dat in de rest van Star Trek en vertoont een jeugdige gretigheid die contrasteert met de latere, meer gereserveerde en logische Spock. De wapens  in de pilootaflevering verschillen ook van die in de serie zelf: ze worden geïdentificeerd als lasers in plaats van phasers en er worden andere rekwisieten gebruikt voor de communicator en de handwapens.
NBC noemde de pilot naar verluidt "te cerebraal", "te intellectueel" en "te traag" met "niet genoeg actie". In plaats van de serie volledig af te wijzen, gaf het netwerk opdracht voor een tweede pilootaflevering, Where No Man Has Gone Before, wat leidde tot een bestelling voor de serie voor de herfst van 1966.
Destijds werden de afleveringen van de serie sneller uitgezonden dan dat ze werden opgenomen. Om te voorkomen dat er een week overgeslagen moest worden, werd het grootste deel van het beeldmateriaal van The Cage herbruikt voor de dubbele aflevering The Menagerie in het eerste seizoen van de serie. Bij het monteren van The Menagerie werd het originele cameranegatief van The Cage versneden, waardoor het jarenlang als gedeeltelijk verloren werd beschouwd. Roddenberry's zwart-wit 16mm-afdruk, gemaakt ter referentie, was de enige bestaande versie van de pilootaflevering en werd regelmatig vertoond op conventies. Vroege video-uitgaven van The Cage gebruikten Roddenberry's 16mm-afdruk, afgewisseld met de kleurenscènes uit The Cage die in The Menagerie werden gebruikt. Pas in 1987 vond een filmarchivaris een ongemarkeerde 35mm-rol in een filmlaboratorium in Hollywood met de negatieven van de ongebruikte scènes. Toen hij besefte wat hij had gevonden, regelde hij de teruggave van de beelden aan Roddenberry's bedrijf.
Volgens The Menagerie spelen de gebeurtenissen van The Cage zich dertien jaar voor het eerste seizoen van Star Trek af, in 2254. Er werd geen sterrendatum gegeven.

## Synopsis
De USS Enterprise, onder bevel van kapitein Christopher Pike, ontvangt een noodoproep van de vierde planeet in het Talos-sterrenstelsel. Ondanks Pikes bedenkingen geeft hij opdracht tot een reddingsmissie en stelt een landingsteam samen, waaronder wetenschapsofficier Spock. Het landingsteam volgt het noodsignaal tot aan de bron en ontdekt een kamp van oudere mannelijke overlevenden van de USS Columbia, een onderzoeksschip dat al achttien jaar vermist is. Onder de overlevenden bevindt zich een mooie jonge vrouw, Vina.
Verblind door haar schoonheid loopt Pike in een val van de Talosianen, een ras dat de planeet bevolkt. Het blijkt dat zowel de noodoproep als de overlevenden van de crash (behalve Vina) telepathische illusies zijn, gecreëerd door de Talosianen om de Enterprise naar de planeet te lokken. Tijdens zijn gevangenschap ontdekt Pike de plannen van de Talosianen om Pike en Vina te dwingen te paren, zodat ze een slavenras kunnen fokken en hun stervende beschaving kunnen redden.
De Talosianen gebruiken hun telepathische krachten om Pike te verleiden en uiteindelijk begint zijn vastberadenheid te wankelen. Nummer Een, de eerste officier van de Enterprise, wordt samen met een reddingsteam gevangengenomen terwijl ze naar de planeet probeert te transporteren en wordt in zijn cel geplaatst. Pike, die misbruik maakt van het onvermogen van de Talosianen om "primitieve" emoties zoals haat te interpreteren, slaagt erin de groep te bevrijden en de Talosianen te gijzelen.
De Bewaker wijst erop dat ontsnappen hopeloos is, aangezien de Talosianen de Enterprise al hebben gesaboteerd. Pike is bereid bij Vina te blijven in ruil voor de vrijheid van de anderen, maar Nummer Een stelt haar wapen in op ontploffen en zegt dat ze liever sterft dan tot slaaf gemaakt te worden. Pike bereidt zich voor om hetzelfde te doen. Dit bevestigt wat de Talosianen hebben geleerd door de computers van de Enterprise te onderzoeken: mensen haten gevangenschap te veel om nuttig te zijn. De Bewaker beselft dat de Talosianen zonder Pike tot uitsterven gedoemd zijn.
Pike stuurt de anderen terug, maar de Talosianen slaan zijn hulpaanbod af omdat ze bang zijn voor de gevolgen van het delen van hun mentale vermogens. Pike vraagt Vina vervolgens om met hem mee te gaan, maar Vina legt uit dat ze niet kan vertrekken. De USS Columbia was inderdaad neergestort op Talos IV en Vina was de enige overlevende, maar ze raakte zwaargewond. De Talosianen genazen haar, maar door hun gebrek aan kennis over de menselijke anatomie raakte ze blijvend misvormd. Alleen met de hulp van de Talosianen en hun illusies kan ze haar schoonheid en gezondheid behouden. Nu ze een beter begrip van de mensheid hebben, geven de Talosianen Vina de illusie dat Pike haar gezelschap houdt, zodat ze haar dagen in vrede kan doorbrengen. 

## Rolverdeling
| Acteur         | Personage                |
| -------------- | ------------------------ |
| Jeffrey Hunter | Captain Christopher Pike |
| Leonard Nimoy  | Mr. Spock                |
| Majel Barrett  | Number One               |
| John Hoyt      | Dr. Philip Boyce         |
| Susan Oliver   | Vina                     |
| Meg Wyllie     | The Keeper               |